# Nicole Rocha Silveira
Nicole Rocha Silveira (7 mei 1994) is een Braziliaans skeletonster en voormalig bobsleeër.

## Carrière
Silveira maakte haar wereldbekerdebuut in het skeleton in het seizoen 2020/21 waar ze 22e werd. In het seizoen 2021/22 werd ze 19e in het eindklassement.
Ze nam in 2019 deel aan het wereldkampioenschap waar ze 25e werd. Het jaar erop nam ze opnieuw deel en werd 24e. In 2022 nam ze deel namens Brazilië aan de Olympische Winterspelen waar ze een dertiende plaats behaalde in de eindstand.
Ze nam in 2017 deel aan de wereldbeker bobsleeën waar ze 18e werd in een wereldbekerwedstrijd.

## Privé
Rocha heeft een relatie met collega-skeletonster Kim Meylemans.

## Resultaten

### Olympische Spelen
| Jaar | Plaats | Resultaat |
| ---- | ------ | --------- |
| 2022 | Peking | 13e       |

### Wereldkampioenschappen
| Jaar | Plaats       | Resultaat       |
| ---- | ------------ | --------------- |
| 2019 | Whistler     | 25e Individueel |
| 2020 | Altenberg    | 24e Individueel |
| 2021 | Altenberg    | 17e Individueel |
| 2023 | Sankt Moritz | 16e Individueel |

### Wereldbeker
Eindklasseringen
| Seizoen   | Rang |
| --------- | ---- |
| 2020/2021 | 22e  |
| 2021/2022 | 19e  |
| 2022/2023 | 11e  |